# オニデレ
『オニデレ』は、クリスタルな洋介による日本の漫画作品。『週刊少年サンデー』（小学館）2008年18号より2011年12号まで連載されていた。話数カウントは「第○幕」。

## 概要
軟弱手芸ボーイ・正と最強ヤンキーガール・サヤの超絶ミスマッチカップルが巻き起こすラブコメディ。2007年のサバイバルギャグ祭りで最も支持を集めたことから連載が決定した（その時のタイトルは『ミスマッチ!』）。
単行本1巻は売り切れる店が続出し、瞬時に3刷・5万部を突破した。3巻発売の時点で累計18万部を突破している。

## 登場人物

### 主要人物
今元 正（いまもと ただし）
本作の主人公。ごく一般的な中学2年生。密かにサヤと付き合っているが、それを知らない鬼頭衆からは「姉御の行く先々に現れる邪魔者」として目の敵にされている。
部活動は手芸部に所属しており、登下校時にも編み物をしていることから手芸をとても好んでいるようである。その手芸は、5歳ごろ父親に教えてもらった。
第13幕にて、木下の奇行により生徒会副会長に任命されてしまうが、結果的にサヤと2人きりでいても「敵同士で対決している」ということである意味怪しまれなくなり、ちょっとだけ進展。
中学1年・2年ともサヤと同じクラスで中学に入学してからクリスマスイブまではサヤにパシリとして扱われていたがクリスマスイブ以降は恋人として扱われる。
サヤのジャンパーの左胸がやぶれた時に鬼頭(おにがしら)マークを縫いつけてサヤに怒られるが、後にそれがきっかけでサヤにとても好かれる。
その後、サヤの父親に自分がサヤと付き合っていることを告白したが、そのことがきっかけで自分が彼氏としてつりあっていないため、みんなに気づかれていないということを知る。
子供服を5秒で仕立てる事ができる。ビーツジュースを飲んでも何ともない。

#### 鬼頭衆
育島 紗夜（いくしま さや）
本作のヒロイン。さいたま王。正と同じクラス（2年A組）であり、鬼頭衆を率いる県内最強の不良少女。通り名は「鬼頭のサヤ」で、歯向かう奴は誰であろうと鬼の如き力で瞬殺。頭に角のようなものがついているが、あれはレントゲンに写るとか写らないとかの説がある。ジンが見ていたサヤのアルバムでは小さい時には角が生えていなかったが犬に追いかけられていた回想では小さい時に角が生えていた。
実は中学に入学する前に正と会った事が一度だけあり正に絡んだ不良たちをサヤが倒した後、「お前みたいなタイプが一番嫌いなんだよ。」と言っていた。後にサヤはその時の事を覚えていないと言っているが正は覚えていた。
密かに正と交際中で、死ぬほど好きな正と一緒に登下校することを夢見るが、鬼頭衆では男はご法度のため、他のメンバーに気付かれぬよう、コソコソと付き合っている（バレた時は、正を殺して自分も死ぬと宣言している）。
料理が壊滅的に下手で、彼女の作った料理を食べると体に激痛が走り気絶する（サヤ自身も味見はしているが、気絶してその間自分に都合のいい夢を見ており、記憶が補填されている）。犬が死ぬほど嫌いで、見ただけで泣いて逃げ出すほど。(これはいくら逃げても犬が付いてきて妙な（服従の）ポーズをするためである)
実は、G・Iグループ総帥の長女であり、本名は育島・アンジェリカ・紗夜。家では妹の手前、「乱暴なことが何より嫌いなお嬢様」を演じている模様。
成績は実はかなり優秀で、小テストではサキよりも上の点数を取っている。
自暴自棄に陥ると、過去に100人の不良を一秒で倒したといわれる「百鬼夜行モード」になる。この状態になった時のサヤの強さは凄まじく、木下もダメージを受ける程。
第56幕でモモに髪を切られ、第57幕でショートカットになるが、第64幕で再びロングヘアになる。体も凶器と言っても過言ではなく自身の爪はとてもするどくコンクリートの壁や巨大なガラス玉を切断するほど。
夏でも長袖のジャンパーを脱がないのは「正に初めて直してもらった物だから」と言う。
また不良でありながらも意外と親切で「タダ飯を食わしてもらってるからな」と言って魚を獲ってきたり、リヤカーにサキを乗せて花火大会へ運んだりする。
ちなみに9人程の人を乗せたリヤカーを引っ張ったまま、茨城県からさいたままで100キロの距離を30分で走る事ができるほど脚力も相当なもの（時速200キロで走っている事になる）。
基本的に正のことは「正」（または「天使（エンジェル）」）、サキを「会計女」、ひばり（正の母）を「お義母さま」と呼ぶ。
栃木王、群馬王、東京王、千葉王、神奈川王をそれぞれ一瞬で倒し、ユナに「関東女王の誕生じゃあー!」と言われた実績もある。
正に呼び捨てにされたり褒められたりすると、うれしさのあまり赤面して気絶する。
鈴音 由那（すずね ゆな）
サヤを「姉御」と慕う鬼頭衆剣兵。蟹座生まれ。常に2本の黒い木刀を持ち歩いており（そのうち1本はユナのもので、もう1本は兄であるユミからもらったものである）、不良達からは「双剣のユナ」と呼ばれ、恐れられている。片目に眼帯（ただの眼精疲労のために着けているだけ）、ちょんまげ、学校では背中に「鬼頭衆」と書いた白いコートを着ている上、巨乳にサラシ等、コスプレと間違えられる様な格好をしているが、それらは全て普段着である。因みに、その服は重く、着るだけで体を鍛えられる。鬼頭衆の中ではかなり好戦的で暴れん坊として知られる。クピドが学校に来た際は、サヤが不良であることを隠すため、ドレスに着替えて妙なお嬢様口調で喋っていた（ミヅキ曰く「ユナが女装した。ユナ子誕生」）。
実は女の子らしくないことを密かに気にしており、そのことを敵である木下に知られるも、彼の優しさに触れ、彼に対して恋心を抱くようになる。女装好きの兄がおり、その兄を超える為故郷の広島を離れ修行の旅に出た。旅先でサヤに出会いその強さに惹かれ舎弟になった。
キノコを食べるのが好きで笑い茸や毒キノコでも平然と食べてしまう。
ひばりに自分がミヅキの母親だと思われムカつく。
スカートをめくられると涙を流して泣く。
遊屋 三月（あそびや みづき）
お菓子とクマが大好きな鬼頭衆遊撃兵。外見同様、性格も子供っぽく、和食を食べる時箸を使わずスプーンとフォークを使って食べたり、相手の言う事がわからない時は「う？」と言う。喧嘩は由那と互角にわたり合えるほど強い。熊とサヤが大好きで、よく近所の動物園の熊を脱走させて遊んでいたが、第12幕にて木下が山に帰してしまった。またサヤが好きなあまり、彼女（とたまにサキ）にセクハラ行為からストーカー行為まで行っており、育島邸に30回以上侵入するほどそのストーカー技はかなりのもの。また、クマのマスクをするとサヤの匂いを探索できる（セクハラする為だと思われる）。熊の顔の付いたピコピコハンマーのような物を武器にしているが、彼女が本気を出すと鎌に変形する仕組みになっている。
実家はサーカスであり、猛獣使いの技術を持っている。そのため、熊やクラーケンをてなづけたりすることができる。
酔っぱらうと酔拳を舞う。サヤのスカートの中を覗こうとしてサヤを怒らせ頭を鷲掴みにされたりタンコブができるほど殴られたりする。
正のことは最初サヤの敵とみなし「よわもと」（「弱い」＋「今元」）と呼んでいたが、正が手作りの熊のぬいぐるみをくれたことから「いいもと」（「いい人」＋「今元」）と呼ぶようになり、その後はひざの上に座ったりするなどサヤほどではないが懐くようになる。修を「主夫の人」、サキを「むち子」、天音を「弱音君」、虎野秋人を「大きい人」、今元ひばりを「ひばりっち」、花村想太を「小さい者」（実際はミヅキは花村想太よりも背が低い）、育島・アルテミンシア・輝夜を「かぐやっち」、八十神隆を「メガネ君」、倫道景雄を「エロマユ毛」とそれぞれ呼ぶ。
体育の授業ではブルマーを着用する。
また、鋼鉄の水戸をその外見からロボットだと思っている。
ひばりにユナが自分の母親だと思われユナにムカつく。
ミヅキの桜の形をした髪留めはサヤと初めて会った時、サヤからもらったものである。
またミヅキは「うちには両親がいない」と言っており孤児と思われたが、実際にはミヅキの両親が旅行ばかりしているという意味である。
小1の時から体型が変わっていない。
秋塚 百々（あきつか もも）
無口でクールな鬼頭衆隠密兵。「参」と書かれたバンダナをマスクのように着用している。その無口さゆえ、何を考えているのかはサヤですらよく分からない。サヤの周辺人物の中で唯一正とサヤが付き合っていることを知っていた。また陰で密かに2人の交際を応援し、邪魔が入らないように色々手を回している。ピヨータというヒヨコのマスコットをかなり好んでおり、そのマスコットが出てくる映画「PIYOTA」を10回以上観ているのに初めて観たかのように驚いたり怖がったり涙ぐんだりするほど。ピヨータの着ぐるみを着てティッシュ配りのアルバイトに勤しんでいたが、第12幕にて木下の策略によりクビにされてしまった。何故か携帯電話の着メロは除夜の鐘である。
しかし、その正体は覇王巣の「覇王ノ参"百々"」であり、鬼頭衆にスパイとして送り込まれており（第14幕にてモモが書いていた勢力図にこの伏線がある）、覇王巣葬技「鬼ノ首刈リ」を木下とサヤに発動しかけるが未遂で終わる。後にサヤに許され第56幕で鬼頭衆の正式な一員となる。
声物真似が得意らしく、木下とユナが会話している時、周りに誰もいなかったはずなのに、なぜかモモだけは、その会話を聞いていて木下の声の真似をしてユナを退散させる事ができた。
スカートは足首に届くまで長く、中に長い鎖の先に刃物が付いた武器を隠し持っている。宝条 照美とはピヨータ仲間。美脚の持ち主。
罠に詳しく他人を罠に嵌める事が得意で自分自身が罠にかかる事はまったくない。
ピヨータグッズをもらうと、うれしさのあまり他の事が目に入らなくなる。

### 虹ノ瀬中学校関係
マナブ
正のクラスメイトで、新聞部。鬼頭衆の悪事を校内新聞で暴露しようとしている（そしてそれを正が阻止している）。アイドルが好き。ユミが虹ノ瀬中学校に転入してからは「ユミちゃん後援会」の一員として活動している。
トモ
正のクラスメイト。マナブとともミヅキに海にポイ捨てされる。ちなみに、さいたまに海はない。
子猫（こねこ）
第1幕から第3幕まで彼氏と一緒に登校・下校する女子生徒。カバンに名前が書いてある。
穀喰 のり子
トモの彼女。ちょっとゴツゴツとした顔が特徴。不良の育島さんを恐れている。
グァバ子（ぐぁばこ）
朝の掃除の時、グァバ茶を飲んで缶をポイ捨てする。
（子猫、のり子、グァバ子は生徒会会計に立候補して落選。当選したのはサキ。）
虹ノ瀬 あゐこ（にじのせ あゐこ）
虹ノ瀬中学校理事長であり、咲の祖母。運動音痴で虚弱な咲とは対照的に、人間離れした俊敏な動きをする。夫は健在でダーリンと呼んでいる。
ミズナ
2年生。茶道部所属。ユカ、すももと共に「咲愛会」というのを組んでいる。ユカより小柄。
名前と身長と黒髪がミヅキに似ている。朝の掃除ではブルマーを着用する。
ユカ
2年生。園芸部所属。ミズナ、すももと共に「咲愛会」というのを組んでいる。
名前と身長と茶髪がユナに似ている。朝の掃除ではブルマーを着用する。
すもも
詳細不明。ミズナ、ユカと共に「咲愛会」というのを組んでいるが、実は正体は鬼頭衆の百々であり、巻いているバンダナを変えただけ（「すもも」の時に付けているバンダナにはピヨータが描かれている。そしてそのピヨータは何故かその時の心情によって表情が変わる）。何故「咲愛会」と行動を共にしていたのかは不明。
サヤニャン
ネコの悪霊が取り付いた状態のサヤ。頭のツノがネコ耳になっている。正にだけなつく。本能で木下を嫌う。
コミックス第2巻の巻末オマケ漫画では正に天井裏で飼われ正に黒いクッキーを食べさせようとする。
竹取 ケンヂ（たけとり けんぢ）
竹取財閥の御曹司であり、サヤの許婚。とてつもないフェミニストであり、気に入った女性は誰でも求婚するという悪癖がある。女性が最も喜ぶ言葉を「本能」で理解し、その口説き文句は由那をもデレデレにするほど（ただし、サヤとミサコは例外）。サヤと正が恋人同士であることを「本能」が理解しているのか、正に対して嫌悪感を持っているが、あくまで「本能」が理解しているだけであり、ケンヂ自身は正を「どこか気に入らない」と思っているだけ。第27幕で虹ノ瀬中学校に転校してきた。ユミを男と知らずに求婚し、結婚する破目にあってしまい、ユミが男と知って以降は精神的ショックを受けて療養している。夏休み中に財閥の借金ができたらしく、2学期からはユミ共々激しく落ちぶれている。竹細工で割り箸を作る内職をしている。
宝条 照美（ほうじょう てるみ）
咲の小学校の時からの友人。ピヨータファンクラブ会員番号3番でモモとも仲が良い。左右で違う色の髪留めとニーソックスをしている。
正の事でサキをからかったり、葵に「アパレル」と書いたTシャツを着せるる等まちがった都会の事を教えたりするなど、からかったりいたずらするのが好き。
しかし一度、サキと想太にからかい半分で行ったアドバイスが見事に彼らの希望を叶え「テルミ様ー！」と心で叫ばれている。
悟（さとり）
体育教師。ものすごくでかい福耳が特徴。
花村 想太（はなむら そうた）
1年C組。背が低いため、多くの人物にバカにされてしまっている。正にナメられていると思っている。アンジーに好意を抱いている。アンジーの黒いニーソックスや、黒咲の足の太さに注目していることから、足フェチであるかような描写がある。
サヤと喧嘩しても互角の強さである。兄と同じように、非常に優れた脚力を持っている。
後にアンジーの正体、サヤと正が付き合っている事を知りショックで涙を流す。

#### 手芸部関係
雨宮 陽子（あめみや ようこ）
正が所属している手芸部の部長。眼鏡をかけている。正曰く、手芸の腕前は正よりも上（それが謙遜で言っているのかは不明）。
手芸部の部活動をしている日にいつも隣で集会をしている鬼頭衆に部員共々怯えている（手芸部の合言葉は「一糸一愛」。ちなみにとなりの鬼頭衆の集会部屋の壁には「一死一哀」と書いた紙が張ってある）。
正が木下の決定で生徒会副会長に任命された時に魔よけのお守りを渡すも、木下が近寄っただけで一瞬で燃え尽きてしまった。
アンジー
正の所属する手芸部に入部した一年生の三つ編みの眼鏡っ子。実はサヤが変装した姿。変装しているときは、正に対して積極的になる。
正や咲には即、サヤが変装したという事はバレているが、他の人物には鬼頭衆であろうとバレてはいない（後にミヅキに正体がバレる）。
ミヅジー
アンジーの友達。実はミヅキが変装した姿。何度も自分から正体をバラしそうになっている。
黒咲（くろさき）
正の所属する手芸部に入部した一年生の黒髪のロングヘアー（ウィッグ）を持つ少女。実は咲が変装した姿。サヤと同じ舞台での決着をつけるために入部した。

#### 生徒会関係
木下 留男（きのした とめお）
虹ノ瀬中学校の生徒会長。生徒会の仕事そっちのけで不良の更生に命をかけている。今まで999人の不良を更生させてきており、1000人目としてサヤを更生させようと鬼頭衆と対峙する。自分は正義→正義は不滅→自分は不死身と思い込んでいるせいで、どんな攻撃を受けても無傷でいられるが、自分が迷惑行為などの正義ではない行動を取ったと認識すると、激しい自己嫌悪に陥り気絶する。後に咲の反対にもかかわらず、正を生徒会副会長に任命する。
修によると、木下の周りには常に悪霊が漂っているらしく、しょっちゅう取り憑かれているが、木下の強靭過ぎる精神力で意思を乗っ取られず、本人は霊が自分の周りにいることさえ知らない。はた迷惑な言動のために周囲の人間は気付いていないが、精神は高潔そのものである。「ジャスティスの像」という怪しげな銅像を信仰している。休日にゴルフ大会に出たり、ゴルフ好きを思わせる描写がいくつかある。ユミが男であることを一目で見抜いた唯一の人物。
言葉使いは上品で女子を君付けで呼ぶ。
正義と愛とカニとエビが好きだが、それが原因で何度もユナが癇癪を起こし折檻を受ける。
人を励ます事が得意で木下の激励でユナや多くの生徒が涙を流し感動する。
虹ノ瀬 咲（にじのせ さき）
虹ノ瀬中学校の生徒会会計。虹ノ瀬中学校の理事長の孫でもある。初登場は木下との電話で、この時は姿を見せていない。美人だが非常に非力で、ドアノブをひねっただけで手の皮が剥けてしまうほど。自己中心的な不良を嫌っている。会長である木下を全く信頼しておらず、しょっちゅう木下が鬼頭衆と対峙する度に発生する、校舎などの破損の修繕費に頭を悩ませている。正に対しても当初はあまり気を許してはいなかったが、正の優しさに徐々に惹かれていくようになり、恋心を抱く。正の事は当初「今元君」と呼んでいたが、現在は「正君」と呼んでいる。鬱憤が頂点に達すると髪が金色になり、口調・性格も粗暴なものとなる。だが、言いたいことを全て言い終わると元に戻り、暴走していた時のことは全て忘れる。チョコが好きで大根やサンドイッチにもチョコをかけて食べるという悪食家な一面を持つ。本人はそれが普通だと思っている。
特に板チョコが大好きで板チョコをダンボール一箱に入れて台車に乗せて学校へ持ってきて食べる。
正への告白が失敗した後、板チョコを8ダース(96枚)で心の傷を癒した。
昼食はシベリア(2枚のカステラの間に餡子を挟んだ食べ物)を食べる。
そのため最近、大根のように足が太くなってきた。ミヅキと正のお母さんからは「むち子」と呼ばれる。
テルミに「もしサヤと正が付き合っていたら?」と聞かれて「あきらめる」と言っていたが、サヤに対して「正君を奪ってみせる」と宣言する。
夜又 修（やまた しゅう）
虹ノ瀬中学校の生徒会書記。主夫なので、メモにはチラシの裏を使ったりと、とにかく節約する。クールな性格であまり喋らない。なぜか剣（の形をした布団叩き）を所持しており、時々それで会長を攻撃することがあるが、根はいい人らしい。
実は本職はおばけハンターであり、会長を時々攻撃するのも会長の周りに悪霊が漂っているかららしい。なお、悪霊を成仏する際は家庭の日用品しか使用しない（理由は先祖のおばけハンターが主婦で家事と除霊の両方をこなすため、自然と家庭の日用品で除霊をするようになったから）。よく見ると第1幕に彼に似た人物がモブキャラとして登場している。ちなみに彼は同作者の読み切り、「内緒のヴァンパイア」の主人公であり、その時はおばけハンターではなくヴァンパイアハンターという設定だった。家事と他人をうまく使うのが得意。
ビーツジュースに詳しく飲んでも平気である。

#### 覇王巣関係
辰巳 天音（たつみ あまね） ／ 天竜（てんりゅう）
覇王巣の一人で、「覇王ノ壱"天竜"」。水戸がサヤの「黒いお茶」を飲んだ際に過去の回想で登場した。
正とサヤの関係、そしてそれを応援している百々の行動に気付いている。
被り物で視界がかなり悪いので、人物の判断は勘。そしてかなりの確率で間違える。覇王巣のリーダー格。
過去に好きな女性に裏切られた経験があり、そのため女性が苦手で、見るだけで震えだし、大量の汗が出る（百々、甲角（葵）のみ例外）。
夏休み前に生徒会長の木下から副々会長に任命され、夏休み中にミヅキから弱音君と呼ばれるようになる。
なお夏休みを経て秋人も葵もそれぞれ異性恐怖症を克服してしまい、そのショックも含めて女子とブツかって昏睡状態になったり隕石に当たったりしている可哀想な人。
県王の情報に詳しく、花村想太が「元さいたま王の弟」だという事も、「サヤの父親は全国覇王」という事も知っていた。
虎野 秋人（とらや あきひと） ／ 虎王（こおう）
覇王巣の一人で、「覇王ノ弐"虎王"」。眼鏡をかけ、大柄。言葉の中に片仮名を多く使う。一人称は「己」。
女性に触れられると、我を忘れすぐに告白してしまう癖がある（百々、甲角（葵）のみ例外）。そうなった場合、天音に抱きつくと我に返る。天音を慕っているためなのか、なぜか天音の写真を持ち歩いている。体を洗うときは石鹸を一切使わず、荒塩しか使わない。また、全身に無数の大きな傷があることからかなりの実力者なのかとうかがえる。
夏休み中に日焼けし、後に女性に触れても平気になった。
亀広 葵（かめひろ あおい） ／ 甲角（こうかく）
覇王巣の一人で、「覇王ノ四"甲角"」。
方言(秋田弁)がひどく、男子に方言を聞かれると恥ずかしさのあまり暴走する（天竜（天音）、虎王（虎野）でもだめだが、同性なら平気）。
いつも三つ編みで過ごしており、派手な縞柄の靴下を履いている。また感性が古いのか、「電車」を「汽車」と言う。
後に夏休み中に男子に方言を聞かれても平気になった。2年C組。テルミと同い年なのにテルミ姉っちゃと呼ぶ。

### 県王関係
さいたま王／育島 紗夜（いくしま さや）
主要登場人物の項、参照。
茨城王／水戸 源十朗（みと げんじゅうろう） ／ 鋼鉄の水戸（こうてつのみと）
茨城県最強の不良。サヤを倒すためにやってきたが、屋上で正と一緒に食事をして以来、正と仲良くなった。鉄パイプを被っているため、音が反響してしまい、どこから声や音がやってきているのか分からない。咲の事を正の恋人だと思っている。正から同い年とは思えないほど人間が出来ているといわれている。納豆が好き。素顔は美形。
常陸號（ひたちごう）
水戸が乗っている馬。水戸と同じく鉄パイプを被っている。
広島王／鈴音 勇見（すずね ゆみ）
女装癖があるユナの兄。広島県最強の不良。通称「銀剣のユミ」であり、ユナより圧倒的に強い。どう見ても女性にしか見えないがれっきとした男である。広島から彼氏探しついでにユナの様子を見にきていたが、ケンヂと結婚したためそのまま虹ノ瀬中学校に転入してきた。(ちなみにある陰謀のために一度離婚している。その時にケンヂが言ったのは「やったー!これで余は自由に・・・」)
栃木王（とちぎおう）
ユナが送った果たし状によりサヤとタイマンを張るが「レモン牛乳さえ飲んでいればー」と言いながら飛ばされる。「宮っ子の阿弥陀」ともいわれている。
群馬王（ぐんまおう）
栃木王と同じく「あっしがやられるなんて風も知らない一大事でー」と言いながら飛ばされる。通称「風来の番」。
東京王（とうきょうおう）
別名「石原の消し炭（けしずみ）」。元ネタは石原良純（いしはらよしずみ）。後に「石原の消し炭MK-Ⅱ」として再登場。
「晴れのち血の雨」と予告して千葉王、神奈川王とともに虹ノ瀬中学校の校舎裏でサヤに3人まとめて飛ばされる。
千葉王（ちばおう）
髪型はリーゼントで背中に「千葉王」と刺繍が入った学生服を着ている。通称「九十九の万次（バンジ）」。
神奈川王（かながわおう）
なぜか海パンしか履いていなくてサーフボードを持っている。通称「湘南の丘板」。
凶脚の花村（きょうきゃくのはなむら）
想太の兄であり、元・さいたま王。十万石さえ一瞬で駆け抜けることができる脚力の持ち主。サヤが一年生の時に敗れた（というよりもまきぞえを食った）。
北海道王（ほっかいどうおう）
通称「陸奥の悟郎」。
秋田王（あきたおう）
通称「超人のネイガー」。
静岡王（しずおかおう）
通称「死霊の踊子」。
愛知王（あいちおう）
通称「戦後の勝人（かちひと）」。
青森王（あおもりおう）
通称「和製の乳屯（にゅうとん）」。
三重王（みえおう）
通称「蟹好きの伊勢」。
山梨王（やまなしおう）
通称「樹海の黒野」。
岐阜王（ぎふおう）
通称「落人（おちうど）の日田」。
新潟王（にいがたおう）
通称「大将の田中」。
岩手王（いわておう）
通称「大手形の岩」。
長野王（ながのおう）
通称「五輪の井沢」。
富山王（とやまおう）
通称「黒四の守」。
福島王（ふくしまおう）
通称「白虎の山田」。
石川王（いしかわおう）
通称「怪獣の隣人」。
宮城王（みやぎおう）
通称「顔帯の正宗」。
山形王（やまがたおう）
通称「桜玉（さくらだま）のヨネ」。
福井王（ふくいおう）
通称「既視感（デジャブ）の越前」。
大阪王（おおさかおう）
通称「寝斬りの蛸（ショウ）」。
兵庫王（ひょうごおう）
通称「甲子園の魔物」。
滋賀王（しがおう）
通称「甲賀の愛猫」。
鳥取王（とっとりおう）
通称「ヴェヴェヴェのしげる」。
京都王（きょうとおう）
通称「金縛（きんばく）の尾田辺（おたべ）」。
和歌山王（わかやまおう）
通称「熊の古道」。
奈良王（ならおう）
通称「鹿頭のセン」。
山口王（やまぐちおう）
通称「福毒の関」。
島根王（しまねおう）
通称「御柱（オンバシラ）の八雲」。
岡山王（おかやまおう）
通称「青月光の桃」。『月光条例』のキャラクター。『月光条例』の作者である藤田和日郎の許可を取った上で登場している。
徳島王（とくしまおう）
通称「渦潮の阿波」。
高知王（こうちおう）
通称「番犬の土佐」。
福岡王（ふくおかおう）
通称「男骨（おとこつ）の天」。
沖縄王（おきなわおう）
通称「長蛇の海人（うみひと）」。
香川王（かがわおう）
通称「蕎麦派の讃岐」。
佐賀王（さがおう）
通称「架空の老婆」。
愛媛王（えひめおう）
通称「黄手（おうて）の坊（ボン）」。
大分王（おおいたおう）
通称「熱水のラン」。
長崎王（ながさきおう）
通称「異国のジョニィ」。
鹿児島王（おう）
通称「灰燼（かいじん）の西（ニシ）」。
宮崎王（おう）
通称「駿（はやお）の息子」。
熊本王（くまもとおう）
通称「黄泉返りの四郎」。

### 今元家関係
今元 ひばり（いまもと ひばり）
正の母親。冗談好き。明るい性格で、ミヅキと相性が合う。ピヨータのアニメが大好き。
主婦になる前、中学生の頃には宇宙平和局で宇宙人の交渉人として勤めていた。交渉人として志願したのは「宇宙人と遊びたかった」から。その当時の通り名は「SPO(宇宙平和局)の破壊女子中学生(メガパニッシュ)」。その時に使っていた銃は現在も所有している。
モデルは作者の母親。
ユナをミヅキの母親だと思っている。
1987年に14歳でSPOの交渉人として活動し1993年に20歳で正を出産・SPOを引退し、14年後の2007年では34歳なのに、なぜか正に「40代の母です。」と言われる。
いつも一方的に自分の話ばかりしていて人の話を聞かないので正とサヤを困らせる。
今元 昌史（いまもと まさし）
正の父親。正と同じように眼鏡をかけている。正に編み物を教えた人物。
ひばりの話によるとトイレに篭もる時間が異様に長く、小で30分弱、大で1時間半は固いという。
無口で新聞を読んでいる事が多いが電話での対応は礼儀正しく正と同じく真面目で常識がある。

### 育島家（G・Iグループ）関係
育島 玄楼斎（いくしま げんろうさい）
サヤの祖父でありG・Iグループの中心。その一声で全てが決まってしまう。育島ジンを嫌っている。
育島・クピド・麻夜（いくしま くぴど まや）
G・Iグループ総帥の次女であり、サヤの妹。クマエルという万能執事クマロボットを常に率いている。サヤが家ではお淑やかにしているため、サヤが不良であることを知らない。正や鬼頭衆、さらに不死身の木下をも壊滅寸前にまで追い込んだサヤ特製の「黒いお茶」を絶賛しており、平気で飲む事ができる。
将来の夢は歴史小説家だが、一般の人には伝わりにくい内容となっている。
クマエル
クピドに仕える執事兼お友だちロボット。クマの形をしている。
クピドのために赤い絨毯をひくなど人工知能が高く、クピドとジンを乗せて日本からエゾプトまで運ぶ飛行能力と割れた窓ガラスをなおす自動修復能力がある。
サクラ
育島家に仕える執事 (SP)。育島家に何度も侵入するミヅキをターゲットNo,4と呼んで警戒する。
総帥（育島ジン）に無断で育島家の庭と地下に無数の罠を仕掛ける。
育島 ジン（いくしま じん）
サヤの父にしてG・Iグループ総帥。そして全国覇王、「鬼頭（オニトサカ）のジン」と呼ばれた男。趣味は園芸。嘘つきと卑怯者が許せない。娘はおろか、使用人にもあまり好かれていないようで、自宅の庭と地下にたくさんの罠がある事を知らされておらず、度々罠に嵌り、そのたびに「婿養子だから」と悲観的になっている。以前は竹取ケンヂをサヤの許婚にしようと目論んでいた。自分より強い人が好きで、正の最大の壁。ひばり（正の母）に銃で3発も撃たれても人工衛星からレーザー光線で撃たれても平気。家族のなかで唯一サヤが不良であることを知っている。
その髪の毛は100トンの物を吊り上げ白血球はあらゆる細菌を消滅させる。少年時代は額の左側に一本の角が生えていたが現在はなくなっている。
育島・アルテミンシア・輝夜（いくしま あるてみんしあ かぐや）
サヤの母。頻繁に魂が抜け出すほど病弱で車イスの生活をしているが、周りに気を遣う性格のため無茶ばかりしている。G・Iグループは金持ちなので貸し切りで動物園を利用する。サヤが作った料理を食べても平気である。
ジンの事を最愛の夫と言いつつも顔も名前も覚えていない。
愛野為 死臓（あいのために しにぞう）
輝夜の世話をしている男性。
アンヘリッテ
サヤの従姉妹（いとこ）。サヤの母（輝夜）の姉の娘。
飲むと体型が子供になるビーツジュースを持ち歩いている。
大人の体型をしているが実は11歳の小学生である。自分は魔法使いだと言っているが実は主婦（おばけハンター）である。
サヤがモテる事を妬みサヤを悪女と呼ぶ。トイレへ行くと体型が子供に戻る。
飲むと大人の体型になる白ビーツジュースを飲んでいるがトイレが近い。
ドンが好きだが相手にされていない。
ドン
育島ジンの片腕と呼ばれている男。子供は相手にしないがサヤだけは相手にする。
頭領（ドン）の育島ジンの実力に近づきたいのでジンの顔を形取ったマスクをかぶっている。
素顔は美形。本名は不動誠（ふどうまこと）。N・ムーブ・Mの正体（ノン・ムーブ→動かない→不動。Mは誠の略。）である。
「自分がサヤと結婚する。金持ちは金持ちとしか結婚できない。サヤと別れろ。」と正に発言する。
だが、それは正が本気でサヤとつきあいたいのかを試すためのウソだった。
ジンロボット
ドンが開発した育島ジンがモデルになっている最強のロボット。

### サヤの婿候補
倫道 景雄（りんどう かげお）
倫道財団の跡継ぎ。サヤの婿候補の3番目。
N・M・ジャケットを使用しているが、食器にラップをかけるのも苦手にしているほど不器用であるため、うまく操ることができない。
17歳の高校生。ユナとサキとサヤにかなりセクハラをする。
N・ムーブ・M（ノン・ムーブ・エム）
謎の男。本人の強い希望で、姿はもちろんプロフィールも明かせない。婿候補バトルロイヤルには不参加。
その正体はドン（不動誠）である。
八十神 隆（やそがみ りゅう）
八十神製薬会社の一人息子。サヤの婿候補の4番目。

### その他
ピヨータ（♂）
モモが大好きなヒヨコを擬人化したキャラクター。モモは何度もピヨータのコスプレをしている。
別名：人のみひと飲みヒトノミヒヨコ。
人気があり映画やテレビアニメにもなっている。仲間にペヨンタがいる。
ミヅキが「ピヨータ語であやまれば許してもらえるよ。」と言っていたが、ピヨータは普通に日本語で話す。語尾は「-ピヨ。」
悪魔
公園にいるごく普通の白い犬。野生の本能で強いサヤを慕っており、サヤを見つけると追い掛け回したり、片膝をついて忠誠を誓ったりする（ただ、そのことをサヤは理解していない）。また、正が触ろうとすると噛む。
源氏 ミサコ（げんじ みさこ）
ケンヂの秘書。クールで知的な女性。クナイや手裏剣、分身の術など、忍者のような武器や技を使い、暴走したケンヂを止めている。
ケンヂがユミと結婚して以降は「BL入門」という本を読みだし、BL好きになってしまっている。
国語の授業の教師も兼任している。
普段は冷静沈着だがユミがケンヂを存分に扱ったり男なのに女の子らしいユミを見ると
非常に興奮して携帯電話のカメラやビデオカメラで撮影しまくる。
きらら
「かわゆくなりたい女のコ"なれるよっ！"」（定価1000円）の著者。ユナの妄想の中で「かわゆいもん」と言わせようとする。
初理（ういり）
ジャスティスドライバーの運転手。ワゴンカーでウイリーができるほど運転が上手い。
木下 ポセイドン（きのした ぽせいどん）
会長のおじであり、茨城県にあるというジャスティス海の民宿「木ノ下」のオーナー。
クラーケン
ジャスティス海に出没する巨大なイカ。ポセイドンの畑からスイカを盗むほどの甘党。
小樽の漁港から脱走した後、ジャスティス海に流れ着き、空腹のあまりにポセイドンワカメを食べて巨大化した。
マリー
アメリカからの留学してきた女性。鋼鉄の水戸に好意を抱いている。
三船 J太郎（みふね じぇいたろう）
占い歴79年の占い師のお爺さん。「三船じいじ」と呼ばれる事を好む。
目の前にいる人物の好きな人か物を水晶玉に写す事が出来る。
また水晶玉にさわった人物の未来を水晶玉に写す事も出来る。
背中に書いてある「不売」は「物を売らない」と「占い」をかけた駄洒落である。
正が2歳の時から愛読している雑誌「コットンパーク」の占いコーナーを担当していた。
正に会うために海を放浪していた。正に最後の占いをするが、「未来が定まっていない」事が明らかになる。その後正の優しさに触れ、後10年ほど続ける決意をした。
依子（よりこ）
天音の元彼女。天音よりも、こけし人形製造を愛し選択した。こけし人形のような顔をしている。
叶（かのう）
単行本第6巻のおまけにて登場。宇宙平和局局長。現在はひばりの心労から老け込んでしまっている。

## 登場用語
鬼頭衆（おにがしらしゅう）
サヤを筆頭に由那、三月、百々の4人で構成された不良集団。県内最強の強さを誇り、その称号を狙ってやってくる他校の不良が後を絶たず、学校中から恐れられている。
虹ノ瀬中学校（にじのせちゅうがっこう）
サヤ達が通う中学校。
Cotton Park（コットンパーク）
正が2歳の時から愛読する雑誌。漫画の中では主に占いの内容を言っている。三船じいじが担当している占いコーナーはよく当たる。
占いの名前が「毛糸玉占い」や「編み玉占い」になっていたり、「今月の」や「今週の」になっていたりと何故か毎回バラバラである。
G・Iグループ（グローアイランドグループ）
あらゆる分野に傘下企業を持っている企業。何をやろうとも鬼の如く収益を出すという。世の中の全てのお金はG・Iグループの手の中にあるとかないとか……。キャッチフレーズは「世界最強 財力無敵!」。
クマ郎（くまろう）
正が作ったクマの形の縫いぐるみ。眼鏡をかけている。
ミヅキがとても欲しがるので
正が「このクマは飼い主がいないんだ。誰か飼ってくれないかな。」と言ったので
ミヅキが飼い主になる。
そのやり取りを見ていたサヤは「やっぱり正はやさしいな」と言って号泣して感動する。
それ以後、ミヅキは正と仲良くなりユナと仲が悪くなる。
もっと後にミヅキが始めた流しソーメン屋の名前もクマ郎（クマロー）である。
咲愛会（さくあいかい）
ミズナ、ユカ、すももが組んでいる同盟。咲の他に頼れる方はいないと考えている。
竹取財閥（たけとりざいばつ）
世界で唯一の「竹でできた宇宙ロケット開発」に成功した企業。このロケットがエコ好きな国にバカ受けし、巨万の富を得たとか…。
現在は破産してしまっている。
県王（けんおう）
各県に君臨する県内最強の不良達。さいたま王はサヤ、茨城王は水戸、広島王はユミ。
その他に栃木王、群馬王、東京王、千葉王、神奈川王がいたが一瞬でサヤに敗れる。
覇王巣（はおうそう）
天竜、虎王、百々(第56幕で脱隊)、甲角の四人で構成された集団。県王を圧倒する力を持つ。
異性が苦手な人が集まった集団でもある。現在はほぼ壊滅状態である。
アダム/イヴ計画
覇王巣が企てている計画。「男女共学廃止計画」とも言い、異性が苦手な覇王巣が共学校を無くそうとしている計画である。
銛ハルゴン（もりはるごん）
木下ポセイドンがクラーケンと闘う時に使う武器。
ポセイドンワカメ
木下ポセイドンが品種改良したワカメ。味はあまり良くないかわりに栄養価はすごく高く、人の体質によってはいろいろな作用が出る。
ショートカットだったサヤは髪が元のロングヘアになり、ダイエットしたサキは太ももが元の太さになった。
ポセイドンキノコ
木下ポセイドンが品種改良して育てたキノコ。とても美味しいらしいが、食べると酔ってしまう。だが、食べなれている留男とポセイドンにはもう効かなくなっている。
木下トメ応援歌
正義の生徒会長が歌う元気のウタ。正義と愛とエビとカニが好きで木下一族は代々カニ座生まれの女性と縁があると歌っている。
応援歌というよりラブソングである。
エネルギー変換器
霊媒体質の木下を乗せておくだけで、お化けを電気に変える機械。
猛省石（もうせいせき）
生徒会長の仕事をしない木下を猛烈に反省させるためにサキが正座している木下の足の上に置いた石。
重いものを持てないサキがどうやって石を持ち上げたかは謎。
ホールケーキ
誰かが鬼頭衆集会部屋兼生徒会本部に差し入れたケーキ。サキにとっては一人分である。
全国覇王（ぜんこくはおう）
他の県王を全て倒し、全国制覇した県王のみが名乗ることが許される称号。
正義（まさよし）ランド
ジャスティス協会が運営する遊園地。
マスコットのまさよし君の実体は正義の生徒会長・木下留男である。
SPO（エスピーオー）宇宙平和局（うちゅうへいわきょく）
今元ひばり（正の母）が14歳の時、所属していた団体。
その時に使っていた銃と飛行機は今でも使っている。
Space Peace Organizer の略。
エゾプト
世界地図には載っていない北海道とエジプトを足したような国。
べこラクダバターあめとスープカレーとシシじゃがブが名物。みそラーメンの店もある。
第86幕のひばりのアルバムにて名前自体は初登場している。
巨大な三角形の建物をひばりはカラーコーンだと思っているがピラミッドである。
バステト熊
エゾプトの動物園にいる熊。エゾプトの食べ物しか口にせず、特にスープカレーを好んで食べる。熊好きのミヅキが「可愛くない」というほど見た目は良くない。
エーテル
血行が良くなる石。
倫道財団（りんどうざいだん）
ロボット製作においてトップを誇る財団。クピドの愛用する「クマエル」にも財団の技術が使用されている。
N・M（ナノ・マシン）ジャケット
倫道財団が開発した極小サイズのロボット集合体で、使用者の意志によって自在に形を操ることができる服。
八十神製薬（やそがみせいやく）
表向きは健康飲料水を売る製薬会社だが、裏では人間の能力開発を研究している。
ビーツジュース
アンヘリッテがフラスコに入れて持ち歩いているジュース。
スビョークラと呼ばれるロシアの代表的な野菜をすりおろし、リンゴとライムを入れ水で割ったジュース。
特別な生育法をしているのか栄養価は素晴らしい。体が若返るほどのミネラルがある。

## 単行本
- クリスタルな洋介 『オニデレ』 小学館〈少年サンデーコミックス〉、全11巻
  1. 2008年9月18日発売、ISBN 978-4-09-121470-6
  2. 2008年12月18日発売、ISBN 978-4-09-121520-8
  3. 2009年3月18日発売、ISBN 978-4-09-121616-8
  4. 2009年7月17日発売、ISBN 978-4-09-121716-5
  5. 2009年10月16日発売、ISBN 978-4-09-121789-9
  6. 2010年2月18日発売、ISBN 978-4-09-122165-0
  7. 2010年7月16日発売、ISBN 978-4-09-122474-3
  8. 2010年11月17日発売、ISBN 978-4-09-122669-3
  9. 2011年2月18日発売、ISBN 978-4-09-122789-8
  10. 2011年5月18日発売、ISBN 978-4-09-122879-6
  11. 2011年5月18日発売、ISBN 978-4-09-122880-2